# روبرتو بريفاتيلي
روبرتو بريفاتيلي (بالإيطالية: Roberto Previtali)‏ هو لاعب كرة قدم إيطالي في مركز الوسط، ولد في 3 أغسطس 1981 في Trescore Balneario ‏ في إيطاليا. شارك مع منتخب إيطاليا تحت 20 سنة لكرة القدم. أما مع النوادي، فقد لعب مع أتالانتا ونادي سبيزيا ونادي كريمونيسي ونادي لوميتساني.

## وصلات خارجية
- روبرتو بريفاتيلي على موقع قاعدة بيانات كرة القدم.إي يو (الإنجليزية)
- روبرتو بريفاتيلي على موقع Soccerway.com (الإنجليزية)
- روبرتو بريفاتيلي على موقع عالم كرة القدم.نت (الإنجليزية)